# Al-Mu'tasim-Billah al-Qadhafi
Al-Mu'tasim-Billah al-Qadhafi (Arabisch: مُعْتَصِمٌ بِٱللهِ ٱلْقَذَّافِيّ; diverse transliteraties: Mutassim of Al-Mu'tasim) (Tripoli, 18 december 1977  - Sirte, 20 oktober 2011) was een Libisch legerofficier en de nationale veiligheidsadviseur van Libië van 2008 tot 2011. Hij was de vierde zoon van voormalig Libisch leider Moammar al-Qadhafi. Zijn moeder is Safia Farkash. Hij werd gevangengenomen op 20 oktober 2011 tijdens de strijd om Sirte door anti-Al-Qadhafi-troepen, en op dezelfde dag om het leven gebracht.

## Onderhandelingen met de VS
In april 2009 had Al-Mu'tasim-Billah een onderhoud met de Amerikaanse minister van Buitenlandse Zaken, Hillary Clinton. De twee spraken op het hoogste niveau over de diplomatieke uitwisseling tussen de twee landen, nadat deze enkele jaren daarvoor opnieuw diplomatieke betrekkingen waren aangegaan. Voor Al-Qadhafi was dit een zeer belangrijke opdracht als veiligheidsadviseur van Libië. Hij werd beschouwd als rokkenjager en door Libische functionarissen beschreven als "niet intellectueel nieuwsgierig". De functionarissen hadden er moeite mee om Al-Qadhafi stukken te laten lezen over de actualiteit en de nationale veiligheid. Hij ging te ver toen hij in 2008 1,2 miljard dollar vroeg voor het vormen van een eigen brigade van speciale strijdkrachten.

## Dood
Op 21 oktober 2011 maakte de Nationale Overgangsraad bekend dat Al-Qadhafi, op 34-jarige leeftijd, gevangengenomen was toen hij van Sirte naar Benghazi wilde vluchten. Er werden beelden van zijn hechtenis vrijgegeven waarop hij levend te zien was. Latere foto's toonden Al-Qadhafi dood, liggend in een ziekenhuisbed. Hij stierf op dezelfde dag als zijn vader. Dit werd door sommige ambtenaren in Tripoli bevestigd.